# 90525 Karijanberg
90525 Karijanberg è un asteroide della fascia principale. Scoperto nel 2004, presenta un'orbita caratterizzata da un semiasse maggiore pari a 2,3138579 UA e da un'eccentricità di 0,0132354, inclinata di 1,79275° rispetto all'eclittica.
L'asteroide è dedicato alla moglie e ai suoceri, rispettivamente Karen, Richard e Janet Halberg. Il nome è stato ottenuto unendo le prime lettere del nome di ciascuno con la parte finale del cognome.